# ندية (نبات)
الندية أو النَّيْدَمان أو النَّدْيَان أو ورد الشمس (الاسم العلمي:Drosera) هي جنس من الندوية تتبع القبيلة من أسرة . وهي أحد أكبر أجناس النباتات الآكلة للحوم، حيث لا تقل عن 194 نوعا. وأحد أعضاء فصيلة الدروسيرية. تصطاد الحشرات وتتغذى بها وتهضمها. وسمِيت بذلك الاسم لأنها تفرز قطرات من سائل لزج عن طريق الغدد الموجودة في أوراقها، وتشع هذه القطرات في ضوء الشمس كقطرات الندى. ويتواجد نبات الندية في المستنقعات في جميع أنحاء العالم. وتعتبر الندية ذات الأوراق الدائرية أكثر الأنواع انتشارًا وتنمو وتزهر في التربة الحِمضية الرطبة، في كل أجزاء شمال الكرة الأرضية باستثناء القارة القطبية الجنوبية. ويوجد في أستراليا أكثر من 55 نوعًا من نبات الندية معظمها ينمو في غربي أستراليا فقط. وتغطِّي قمة ساق الندية الرفيع أزهار صغيرة بيضاء. وتنمو عند قاعدة الساق مجموعة من الأوراق المسطحة الدائرية، وهي بحجم العملة المعدنية الصغيرة، ومغطاة بغُدد حمراء صغيرة بها شعيرات يمكن أن تلتصق بسهولة بقطرات السائل اللزج الموجود بالأوراق. وتلتف الشعيرات حول الحشرة، وتُمْسِك بها حيث يغمر السائل الحشرة فتختنق وتموت، ثم تفرز الغُدَد بعد ذلك عصارة تهضم الحشرة.

## أنواع نبات الندية
- ندية رأس الرجاء
- ندية مستديرة الأوراق
- ندية إسفينية الأوراق
- ندية إنجليزية
- ندية أحادية الزهرة
- ندية أذينية
- ندية أليفة الغرانيت
- ندية أمازونية
- ندية بانكسية
- ندية برومية
- ندية بسيطة
- ندية بصيلية
- ندية بكويرتية
- ندية بورمانية
- ندية بيضاء
- ندية بيضوية
- ندية ثلاثية العروق
- ندية ثنائية الأزهار
- ندية ثنائية اللون
- ندية جبلية
- ندية حمراء الورق
- ندية خضراء
- ندية خطية
- ندية خيطية الشكل
- ندية درعية
- ندية رمحية مقلوب
- ندية رورايمية
- ندية ريشنجيرية
- ندية رئدية
- ندية شعرية
- ندية شعيرية
- ندية صوفية
- ندية ضيقة التويجية
- ندية عديدة الأسدية
- ندية عشبية الأوراق
- ندية عقربية
- ندية عملاقة
- ندية قزمية
- ندية قصيرة الأوراق
- ندية كبيرة الأوراق
- ندية لاطئة الأوراق
- ندية لامعة
- ندية ليمونية
- ندية مانية
- ندية متباينة الأوراق
- ندية متجذرة
- ندية متطاولة
- ندية متقاربة
- ندية متوسطة
- ندية مدغشقرية
- ندية ملحية
- ندية ملكية
- ندية منزيسية
- ندية منفتحة
- ندية مورية
- ندية نتالية
- ندية نيوكاليدنيا
- ندية هاملتونية
- ندية هجينة
- ندية همبيرتية
- ندية هندية
- ندية هوكرية
- ندية ينبوعية